# Bautaen
Der Bautaen (norwegisch für Bautastein) ist ein 2240 m hoher Berg im ostantarktischen Königin-Maud-Land. Er ragt an der Nordostseite des Bergs Bergersenfjella im Gebirge Sør Rondane auf.
Norwegische Kartografen, die auch die Benennung vornahmen, kartierten ihn 1957 anhand von Luftaufnahmen der US-amerikanischen Operation Highjump (1946–1947).